# بعلان (يريم)

تعديل مصدري - تعديل

بعلان هي إحدى قرى عزلة بني منبة بمديرية يريم التابعة لمحافظة إب، بلغ تعداد سكانها 252 نسمة حسب تعداد اليمن لعام 2004.